# Liste der Beiträge für den besten fremdsprachigen Film für die Oscarverleihung 2014
Die folgenden 76 Filme, alle aus verschiedenen Ländern, waren Vorschläge in der Kategorie Bester fremdsprachiger Film für die Oscarverleihung 2014.
Bis zum 1. Oktober 2013 konnten die Länder ihre Vorschläge unterbreiten, dabei nahmen zum ersten Mal Moldawien, Montenegro sowie Saudi-Arabien an diesem Prozedere teil. Im Dezember 2013 wurde eine Vorauswahl mit den neun Semi-Finalisten veröffentlicht. Die finalen fünf Nominierungen wurden am 16. Januar 2014 im Samuel Goldwyn Theater bekannt gegeben. Der Oscar ging schließlich an den Italienischen Film La Grande Bellezza – Die große Schönheit von Paolo Sorrentino.

## Beiträge
| Land                    | Deutscher Verleihtitel                            | Originaltitel                                                               | Sprache(n)                                     | Regisseur(e)                     | Ergebnis        |
| ----------------------- | ------------------------------------------------- | --------------------------------------------------------------------------- | ---------------------------------------------- | -------------------------------- | --------------- |
| Ägypten                 | El sheita elli fat                                | الشتا إللى فات (El sheita elli fat)                                         | Arabisch                                       | Ibrahim El Batout                | Nicht nominiert |
| Afghanistan             | Wajma – Eine afghanische Liebe                    | وژمه (Wajma)                                                                | Persisch                                       | Barmak Akram                     | Nicht nominiert |
| Albanien                | Agon                                              | Agon                                                                        | Albanisch, Griechisch                          | Robert Budina                    | Nicht nominiert |
| Argentinien             | El Secreto de Wakolda                             | Wakolda                                                                     | Spanisch, Deutsch, Hebräisch                   | Lucía Puenzo                     | Nicht nominiert |
| Australien              | Die Rakete                                        | The Rocket                                                                  | Lao                                            | Kim Mordaunt                     | Nicht nominiert |
| Aserbaidschan           | Steppenmann                                       | Çölçü                                                                       | Aserbaidschanisch                              | Shamil Aliyev                    | Nicht nominiert |
| Bangladesch             | Television                                        | টেলিভিশন (Television)                                                          | Bengali                                        | Mostofa Sarwar Farooki           | Nicht nominiert |
| Belgien                 | The Broken Circle                                 | The Broken Circle Breakdown                                                 | Niederländisch                                 | Felix Van Groeningen             | Nominiert       |
| Bosnien und Herzegowina | Aus dem Leben eines Schrottsammlers               | Epizoda u životu berača željeza                                             | Bosnisch, Romani                               | Danis Tanović                    | Vorauswahl      |
| Brasilien               | Von großen und kleinen Haien                      | O Som ao Redor                                                              | Portugiesisch, Mandarin, Englisch              | Kleber Mendonça Filho            | Nicht nominiert |
| Bulgarien               | Tsvetat Na Chameleona                             | Цветът на Хамелеона (Tsvetat Na Chameleona)                                 | Bulgarisch                                     | Emil Christow                    | Nicht nominiert |
| Chile                   | Gloria                                            | Gloria                                                                      | Spanisch                                       | Sebastián Lelio                  | Nicht nominiert |
| Volksrepublik China     | Empire of War – Der letzte Widerstand             | 一九四二 (Yi jiu si er)                                                     | Mandarin, Englisch                             | Feng Xiaogang                    | Nicht nominiert |
| Dänemark                | Die Jagd                                          | Jagten                                                                      | Dänisch                                        | Thomas Vinterberg                | Nominiert       |
| Deutschland             | Zwei Leben                                        | Zwei Leben                                                                  | Deutsch                                        | Georg Maas                       | Vorauswahl      |
| Dominikanische Republik | ¿Quién Manda?                                     | ¿Quién Manda?                                                               | Spanisch                                       | Ronni Castillo                   | Nicht nominiert |
| Ecuador                 | Schweigen wir besser (von gewissen Dingen)        | Mejor No Hablar (de Ciertas Cosas)                                          | Spanisch                                       | Javier Andrade                   | Nicht nominiert |
| Estland                 | Free Range                                        | Free Range: Ballaad maailma heakskiitmisest                                 | Estnisch                                       | Veiko Õunpuu                     | Nicht nominiert |
| Finnland                | Der Lehrjunge                                     | Lärjungen                                                                   | Schwedisch                                     | Ulrika Bengts                    | Nicht nominiert |
| Frankreich              | Renoir                                            | Renoir                                                                      | Französisch                                    | Gilles Bourdos                   | Nicht nominiert |
| Georgien                | Die langen hellen Tage                            | გრძელი ნათელი დღეები (Grzeli nateli dgeebi)                                 | Georgisch                                      | Nana Ekvtimishvili, Simon Groß   | Nicht nominiert |
| Griechenland            | Der Junge, der von Vogelfutter lebt               | Το Αγόρι Τρώει το Φαγητό του Πουλιού (To agori troei to fagito tou pouliou) | Griechisch                                     | Ektoras Lygizos                  | Nicht nominiert |
| Hongkong                | The Grandmaster                                   | 一代宗師 (Yī dài zōngshī)                                                   | Kantonesisch, Mandarin                         | Wong Kar-Wai                     | Vorauswahl      |
| Indien                  | The Good Road                                     | The Good Road                                                               | Gujarati                                       | Gyan Correa                      | Nicht nominiert |
| Indonesien              | Sang Kiai                                         | Sang Kiai                                                                   | Indonesisch, Japanisch                         | Rako Prijanto                    | Nicht nominiert |
| Iran                    | Le passé – Das Vergangene                         | گذشته (Gozašte) / Le passé                                                  | Französisch, Persisch                          | Asghar Farhadi                   | Nicht nominiert |
| Island                  | Von Menschen und Pferden                          | Hross í oss                                                                 | Isländisch                                     | Benedikt Erlingsson              | Nicht nominiert |
| Israel                  | Bethlehem – Wenn der Feind dein bester Freund ist | בית לחם (Bethlehem)                                                         | Hebräisch, Arabisch                            | Yuval Adler                      | Nicht nominiert |
| Italien                 | La Grande Bellezza – Die große Schönheit          | La grande bellezza                                                          | Italienisch                                    | Paolo Sorrentino                 | Gewonnen        |
| Japan                   | Fune wo amu                                       | 舟を編む (Fune wo amu)                                                      | Japanisch                                      | Yūya Ishii                       | Nicht nominiert |
| Kambodscha              | Das fehlende Bild                                 | L'image manquante                                                           | Französisch                                    | Rithy Panh                       | Nominiert       |
| Kanada                  | Gabrielle – (K)eine ganz normale Liebe            | Gabrielle                                                                   | Französisch                                    | Louise Archambault               | Nicht nominiert |
| Kasachstan              | Unter Bestien – Der alte Mann und die Wölfe       | Шал (Shal)                                                                  | Russisch, Kasachisch                           | Jermek Tursynow                  | Nicht nominiert |
| Kolumbien               | La Playa D.C.                                     | La Playa DC                                                                 | Spanisch                                       | Juan Andrés Arango               | Nicht nominiert |
| Kroatien                | Halimas Weg                                       | Halimin put                                                                 | Bosnisch                                       | Arsen Anton Ostojić              | Nicht nominiert |
| Lettland                | Mutter, ich hab dich lieb                         | Mammu, es tevi mīlu                                                         | Lettisch                                       | Jānis Nords                      | Nicht nominiert |
| Libanon                 | Blind Intersections                               | قصة ثواني (Blind Intersections)                                             | Arabisch                                       | Lara Saba                        | Nicht nominiert |
| Litauen                 | Gespräche über ernste Themen                      | Pokalbiai rimtomis temomis                                                  | Litauisch                                      | Giedrė Beinoriūtė                | Nicht nominiert |
| Luxemburg               | Doudege Wénkel                                    | Doudege Wénkel                                                              | Luxemburgisch, Französisch                     | Christophe Wagner                | Nicht nominiert |
| Marokko                 | Les Chevaux de Dieu                               | يا خيل الله (Ya khayl Allah) / Les chevaux de Dieu                          | Arabisch                                       | Nabil Ayouch                     | Nicht nominiert |
| Mexiko                  | Heli                                              | Heli                                                                        | Spanisch                                       | Amat Escalante                   | Nicht nominiert |
| Moldau                  | Toti Copiii Domnului                              | Toti Copiii Domnului                                                        | Rumänisch, Italienisch                         | Adrian Popovici                  | Nicht nominiert |
| Montenegro              | As pik – loša sudbina                             | As pik – loša sudbina                                                       | Serbokroatisch                                 | Draško Đurović                   | Nicht nominiert |
| Nepal                   | Soongava                                          | सुनगाभा (Soongava)                                                             | Nepali                                         | Subarna Thapa                    | Nicht nominiert |
| Neuseeland              | Tuakiri Huna                                      | Tuakiri Huna                                                                | Maori                                          | Dana Rotberg                     | Nicht nominiert |
| Niederlande             | Borgman                                           | Borgman                                                                     | Niederländisch                                 | Alex van Warmerdam               | Nicht nominiert |
| Norwegen                | Ich bin Dein                                      | Jeg er din                                                                  | Norwegisch, Urdu, Schwedisch                   | Iram Haq                         | Nicht nominiert |
| Österreich              | Die Wand                                          | Die Wand                                                                    | Deutsch                                        | Julian Pölsler                   | Nicht nominiert |
| Pakistan                | Zinda Bhaag                                       | زندہ بھاگ (Zinda Bhaag)                                                     | Panjabi                                        | Meenu Gaur, Farjad Nabi          | Nicht nominiert |
| Palästina               | Omar                                              | عمر (Omar)                                                                  | Arabisch                                       | Hany Abu-Assad                   | Nominiert       |
| Peru                    | El limpiador                                      | El limpiador                                                                | Spanisch                                       | Adrián Saba                      | Nicht nominiert |
| Philippinen             | Transit                                           | Transit                                                                     | Filipino, Tagalog, Hebräisch, Englisch         | Hannah Espia                     | Nicht nominiert |
| Polen                   | Walesa: Man of Hope                               | Wałęsa. Człowiek z nadziei                                                  | Polnisch                                       | Andrzej Wajda                    | Nicht nominiert |
| Portugal                | Lines of Wellington – Sturm über Portugal         | Linhas de Wellington                                                        | Portugiesisch, Französisch, Englisch           | Valeria Sarmiento                | Nicht nominiert |
| Rumänien                | Mutter & Sohn                                     | Poziţia Copilului                                                           | Rumänisch                                      | Călin Peter Netzer               | Nicht nominiert |
| Russland                | Stalingrad                                        | Сталинград (Stalingrad)                                                     | Russisch                                       | Fjodor Bondartschuk              | Nicht nominiert |
| Saudi-Arabien           | Das Mädchen Wadjda                                | وجدة (Wadjda)                                                               | Arabisch                                       | Haifaa Al Mansour                | Nicht nominiert |
| Schweden                | Eat, Sleep, Die                                   | Äta sova dö                                                                 | Schwedisch, Kroatisch                          | Gabriela Pichler                 | Nicht nominiert |
| Schweiz                 | More than Honey                                   | More than Honey                                                             | Deutsch, Mandarin, Englisch                    | Markus Imhoof                    | Nicht nominiert |
| Serbien                 | Circles                                           | Кругови (Krugovi)                                                           | Serbisch                                       | Srđan Golubović                  | Nicht nominiert |
| Singapur                | Ilo Ilo                                           | 爸妈不在家 (bà mā bú zài jiā)                                               | Mandarin, Hokkien, Filipino, Tagalog, Englisch | Anthony Chen                     | Nicht nominiert |
| Slowakei                | My Dog Killer                                     | Môj pes Killer                                                              | Slowakisch                                     | Mira Fornay                      | Nicht nominiert |
| Slowenien               | Der Klassenfeind                                  | Razredni sovražnik                                                          | Slowenisch                                     | Rok Biček                        | Nicht nominiert |
| Spanien                 | 15 años y un día                                  | 15 años y un día                                                            | Spanisch                                       | Gracia Querejeta                 | Nicht nominiert |
| Südafrika               | Four Corners                                      | Four Corners                                                                | Afrikaans, Tsotsitaal                          | Ian Gabriel                      | Nicht nominiert |
| Südkorea                | Juvenile Offender                                 | 범죄소년 (Beomjoe Sonyeon)                                                  | Koreanisch                                     | Kang Yi-kwan                     | Nicht nominiert |
| Taiwan                  | Shi Hun                                           | 失魂 (Shī hún)                                                              | Mandarin                                       | Chung Mong-hong                  | Nicht nominiert |
| Thailand                | Countdown                                         | เคาท์ดาวน์ (Countdown)                                                        | Thailändisch, Englisch                         | Nattawut Poonpiriya              | Nicht nominiert |
| Tschad                  | Grigris’ Glück                                    | GriGris                                                                     | Französisch, Arabisch                          | Mahamat-Saleh Haroun             | Nicht nominiert |
| Tschechien              | Donšajni                                          | Donšajni                                                                    | Tschechisch                                    | Jiří Menzel                      | Nicht nominiert |
| Türkei                  | The Butterfly's Dream - Kelebegin Rüyasi          | Kelebeğin Rüyası                                                            | Türkisch                                       | Yılmaz Erdoğan                   | Nicht nominiert |
| Ukraine                 | Der Paradschanow-Skandal                          | Параджанов (Paradjanov)                                                     | Ukrainisch                                     | Serge Avedikian, Olena Fetissowa | Nicht nominiert |
| Ungarn                  | Das große Heft                                    | A nagy füzet                                                                | Ungarisch                                      | János Szász                      | Vorauswahl      |
| Uruguay                 | Anina                                             | Anina                                                                       | Spanisch                                       | Alfredo Soderguit                | Nicht nominiert |
| Venezuela               | Brecha en el silencio                             | Brecha en el silencio                                                       | Spanisch                                       | Andrés Rodríguez, Luis Rodríguez | Nicht nominiert |
| Vereinigtes Königreich  | Metro Manila                                      | Metro Manila                                                                | Filipino, Tagalog                              | Sean Ellis                       | Nicht nominiert |